# Amt Steinfurt
| Amt in Preußen     | Amt in Preußen      |
| ------------------ | ------------------- |
| Name               | Steinfurt           |
| Provinz            | Westfalen           |
| Regierungsbezirk   | Münster             |
| Kreis              | Steinfurt           |
| Bestandszeitraum   | 1844–1939           |
| Fläche             | 65,33 km² (1939)    |
| Einwohner          | 1935 (1933)         |
| Bevölkerungsdichte | 30 Einw./km² (1933) |
| Gemeinden          | 3                   |

Das Amt Steinfurt war bis 1939 ein Amt im alten Kreis Steinfurt in der preußischen Provinz Westfalen.

## Geschichte
Im Rahmen der Einführung der Landgemeindeordnung für die Provinz Westfalen wurde 1844 im Kreis Steinfurt aus der Landbürgermeisterei Steinfurt das Amt Steinfurt gebildet. Dem Amt gehörten die drei Gemeinden Hollich, Sellen und Veltrup an. Diese Gemeinden waren alte westfälische Bauerschaften ohne festen dörflichen Siedlungskern. Sie umschlossen ringförmig die Stadt Burgsteinfurt, die amtsfrei blieb.
Am 1. April 1939 wurden Hollich, Sellen und Veltrup in die Stadt Burgsteinfurt eingemeindet, wodurch das Amt erlosch.
Burgsteinfurt ging 1975 in der neuen Stadt Steinfurt auf, die zum neuen Kreis Steinfurt in Nordrhein-Westfalen gehört.

## Einwohnerentwicklung
| Jahr | Einwohner | Quelle |
| ---- | --------- | ------ |
| 1858 | 1953      | [ 3 ]  |
| 1871 | 1810      | [ 4 ]  |
| 1885 | 1843      | [ 5 ]  |
| 1895 | 1858      | [ 6 ]  |
| 1910 | 1982      | [ 7 ]  |
| 1925 | 2099      | [ 8 ]  |
| 1933 | 1935      | [ 8 ]  |